# Doctor Strange in the Multiverse of Madness
Doctor Strange in the Multiverse of Madness er en amerikansk  superheltefilm fra 2022 som er baseret på Marvel Comics karakter Doctor Strange. Det er efterfølgeren  Doctor Strange fra 2016 og den otteogtyvende film i Marvel Cinematic Universe (MCU). Filmen instrueret af Sam Raimi, skrevet af Jade Bartlett og Michael Waldron, og har Benedict Cumberbatch som spiller Stephen Strange.

## Skuespillere
- Benedict Cumberbatch – Dr. Stephen Strange
- Elizabeth Olsen – Wanda Maximoff / Scarlet Witch
- Benedict Wong – Wong
- Rachel McAdams – Dr. Christine Palmer
- Chiwetel Ejiofor – Baron Mordo
- Xochitl Gomez – America Chavez